# Carex siccata
Carex siccata är en halvgräsart som beskrevs av Chester Dewey. Carex siccata ingår i släktet starrar, och familjen halvgräs. Inga underarter finns listade i Catalogue of Life.

## Bildgalleri

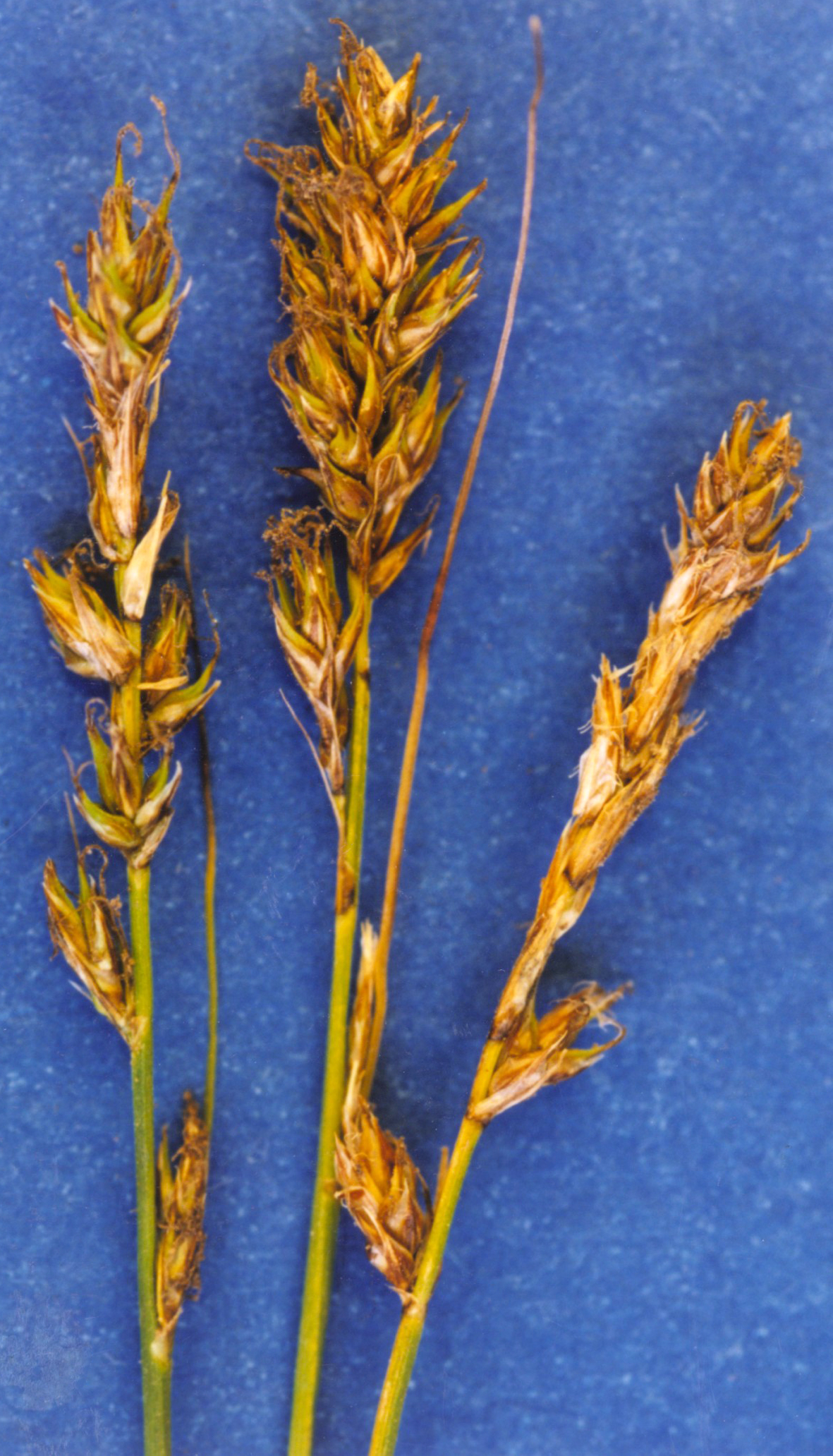
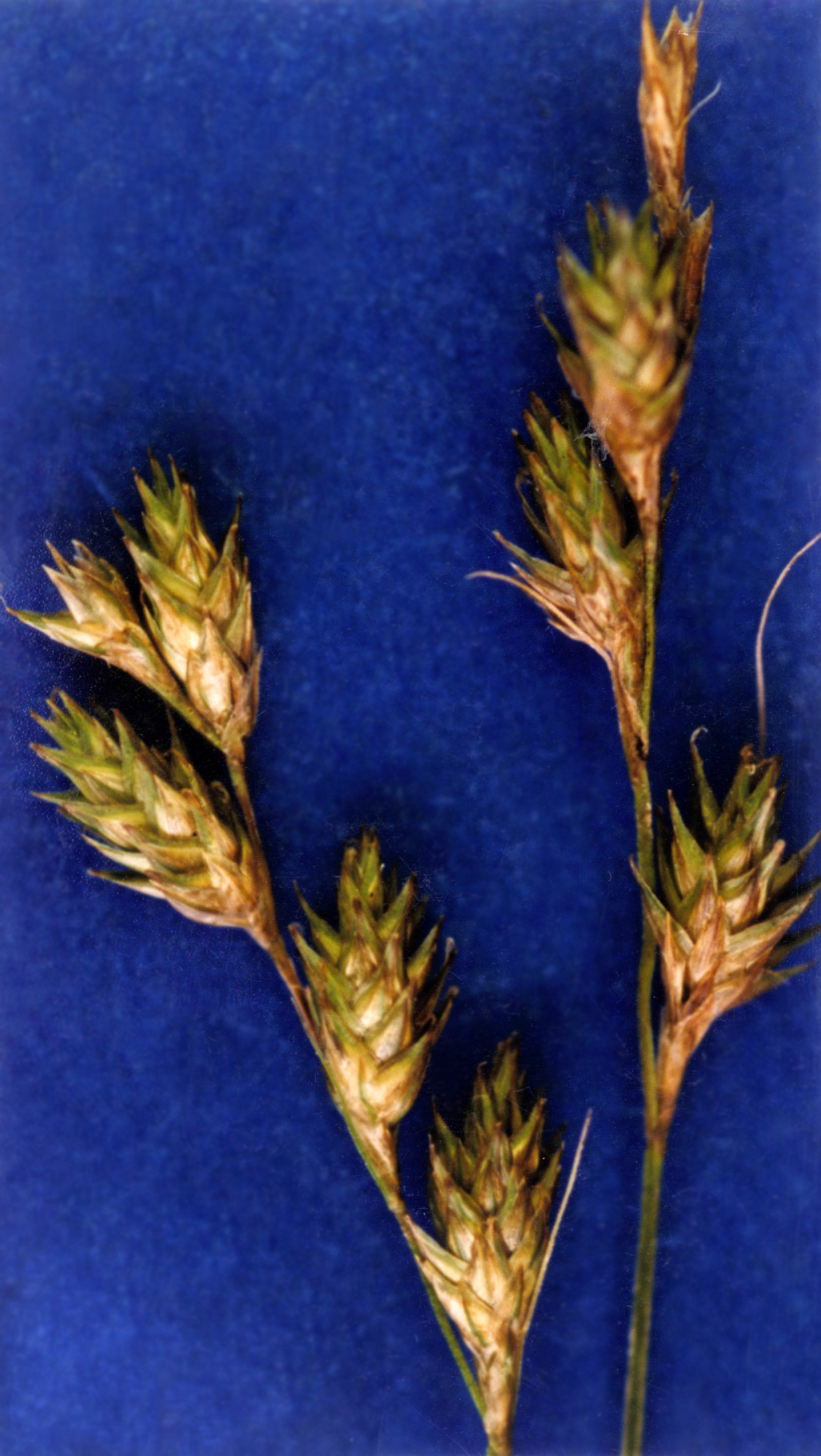